# اسپاین‌شنک
اسپاین‌شنک (به انگلیسی: Spineshank) یک گروه نیو متال آمریکایی از شهر لس‌آنجلس ایالت کالیفرنیا است که در سال ۱۹۹۶ آغاز به کار کرد.

## اعضا

### اعضای کنونی
- جانی سانتوس : خواننده  (۱۹۹۶ تا ۲۰۰۴، ۲۰۰۸ تا کنون)
- مایک سارکیسیان : گیتار، پیانو  (۱۹۹۶ تا کنون)
- رابرت گارسیا : بیس، همخوان  (۱۹۹۷ تا کنون)
- تام دکر : درام، کیبورد  (۱۹۹۶ تا کنون)

### اعضای پیشین
- براندون اسپینوزا : خواننده  (۲۰۰۵ تا ۲۰۰۷)